# تشارلي ييتس
تشارلي ييتس (بالإنجليزية: Charlie Yates)‏ هو لاعب غولف أمريكي، ولد في 9 سبتمبر 1913 في أتلانتا في الولايات المتحدة، وتوفي في 17 أكتوبر 2005.